# Xenosoma nigricosta
Xenosoma nigricosta är en fjärilsart som beskrevs av Felder 1874. Xenosoma nigricosta ingår i släktet Xenosoma och familjen björnspinnare. Inga underarter finns listade i Catalogue of Life.